# Mohammad Abdul Wakil
Mohammad Abdul Wakil (* 1945 im Distrikt Bagram, Provinz Kabul) ist ein ehemaliger afghanischer Botschafter und Außenminister.

## Leben
Abdul Wakil war 1979 Ambassador to the Court of St James’s. Vom 27. Dezember 1979 bis 6. Juli 1984 war er Finanzminister, anschließend war er Botschafter in Vietnam und in der Folge Botschafter in Prag. Von 1986 bis 1992 war er Außenminister der Demokratischen Republik Afghanistan. Er unterschrieb am 14. April 1988 Teile des Genfer Abkommens.